# Glypta australis
Glypta australis är en stekelart som beskrevs av Dasch 1988. Glypta australis ingår i släktet Glypta och familjen brokparasitsteklar. Inga underarter finns listade i Catalogue of Life.